# عمر محمد
عمر محمد (انگلیسی: Amr Mohamed؛ زادهٔ ۱۸ فوریهٔ ۱۹۷۴) بازیکن واترپلو اهل مصر بود.